# Геліконов Володимир Сергійович
Володимир Сергійович Геліконов (03.03.1996—04.05.2022) — старший солдат Збройних сил України, учасник російсько-української війни, який загинув під час російського вторгнення в Україну.

## Життєпис
Народився 3 березня 1996 року в м. Черкаси.
З початком російського вторгнення в Україну в 2022 році пішов до лав Черкаської територіальної оборони. Був стрілцем — помічником гранатометника. Загинув 4 травня 2022 року в боях біля Попасної Луганської області. Поховано в Черкасах.

## Нагороди
- орден «За мужність» III ступеня (2022) — за особисту мужність і самовіддані дії, виявлені у захисті державного суверенітету та територіальної цілісності України, вірність військовій присязі.[3]